# Ито, Хирокуни
Хирокуни Ито (яп. 伊藤 博邦 Ито: Хирокуни, 1870 — 1931) — японский политик, племянник Иноуэ Каору. В 1878 году стал приёмным сыном первого премьер-министра Японии Ито Хиробуми.

## Биография

Ито в юности

После гибели отца 26 октября 1909 года, которую Хирокуни мужественно перенёс, он унаследовал от него княжеский титул (косяку). Работал инспектором в Банке Японии. Под руководством Ито Хирокуни вышло собрание работ его отца «Ито-ко Дзэнсю» и собрание его документов «Ито Хиробуми Хироку».

Здание резиденции

Ито продал правительству США особняк, где стала располагаться резиденция американского посла.